# 学校法人和光学園
学校法人和光学園（がっこうほうじんわこうがくえん）は、日本の学校法人である。

## 教育の特徴
- 体験を重視した独自の教育課程がある。
- 総合学習・教科教育・教科外教育の3領域を軸にカリキュラムが作られ、例えば小学校では、多摩川、鶴見川、真光寺川、食の研究、平和学習などをテーマに、半年以上の長期間かけた総合学習・研究に取り組む。中高でもテーマ別の選択授業が多く組まれる。
- 幼稚園から高校まで、ほぼ全学年で宿泊行事がある。
- 子どもたちによる自治活動が盛んで、児童会や生徒会による学校への要求運動などを行い自分たちのルールを作っている。役員は選挙制。運動会、劇の会、文化祭、歌の会など多くの行事もあり、自治や行事を通じた子どもの成長に重点を置く。
- 工作技術、自治文化などの独自の科目がある。
- 和光小学校の教員・父兄で構成される和光世田谷９条の会を設置し、平和教育にとても力を入れている。

## 設置校

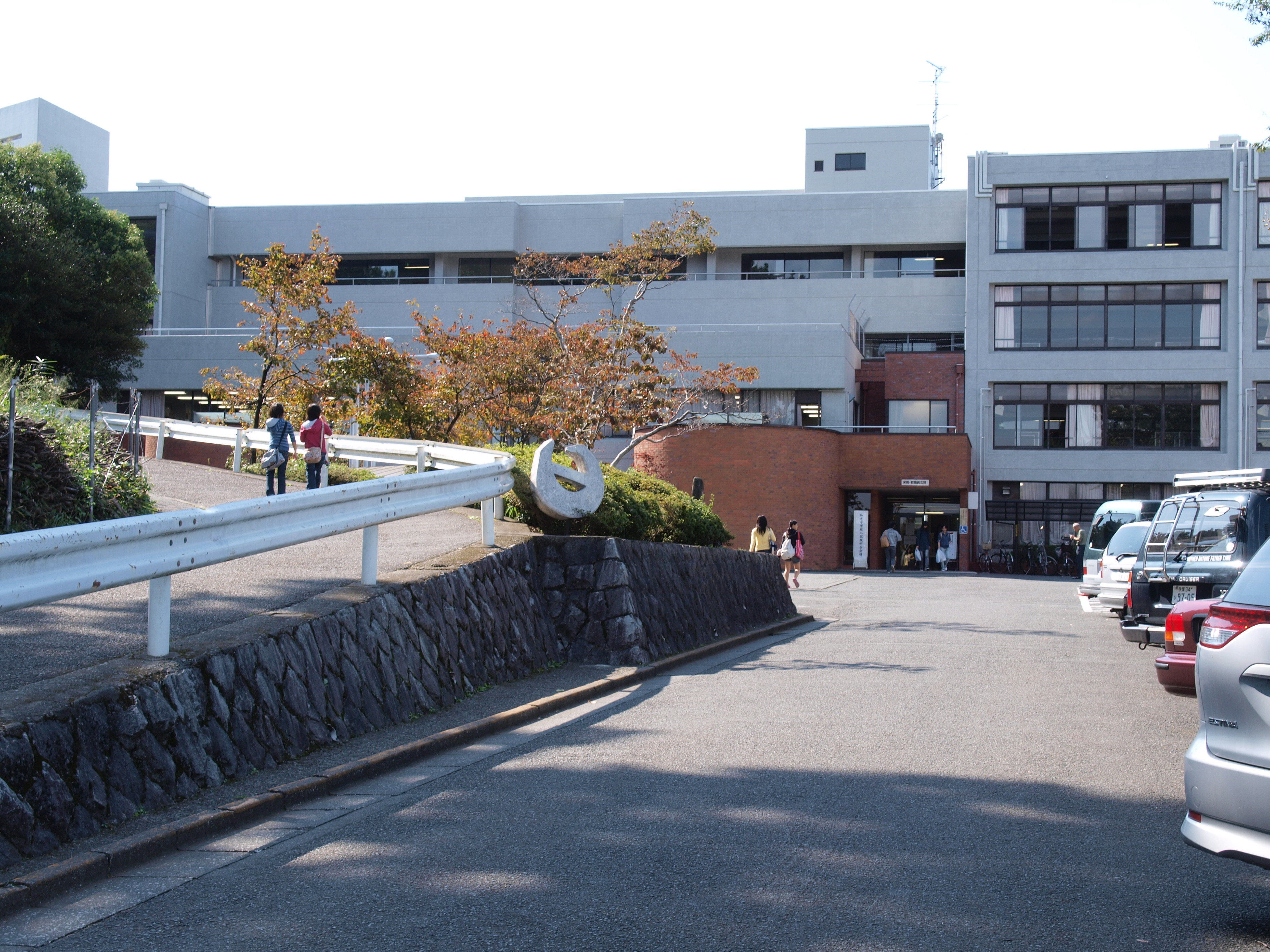
真光寺キャンパス（和光中学校・高等学校）

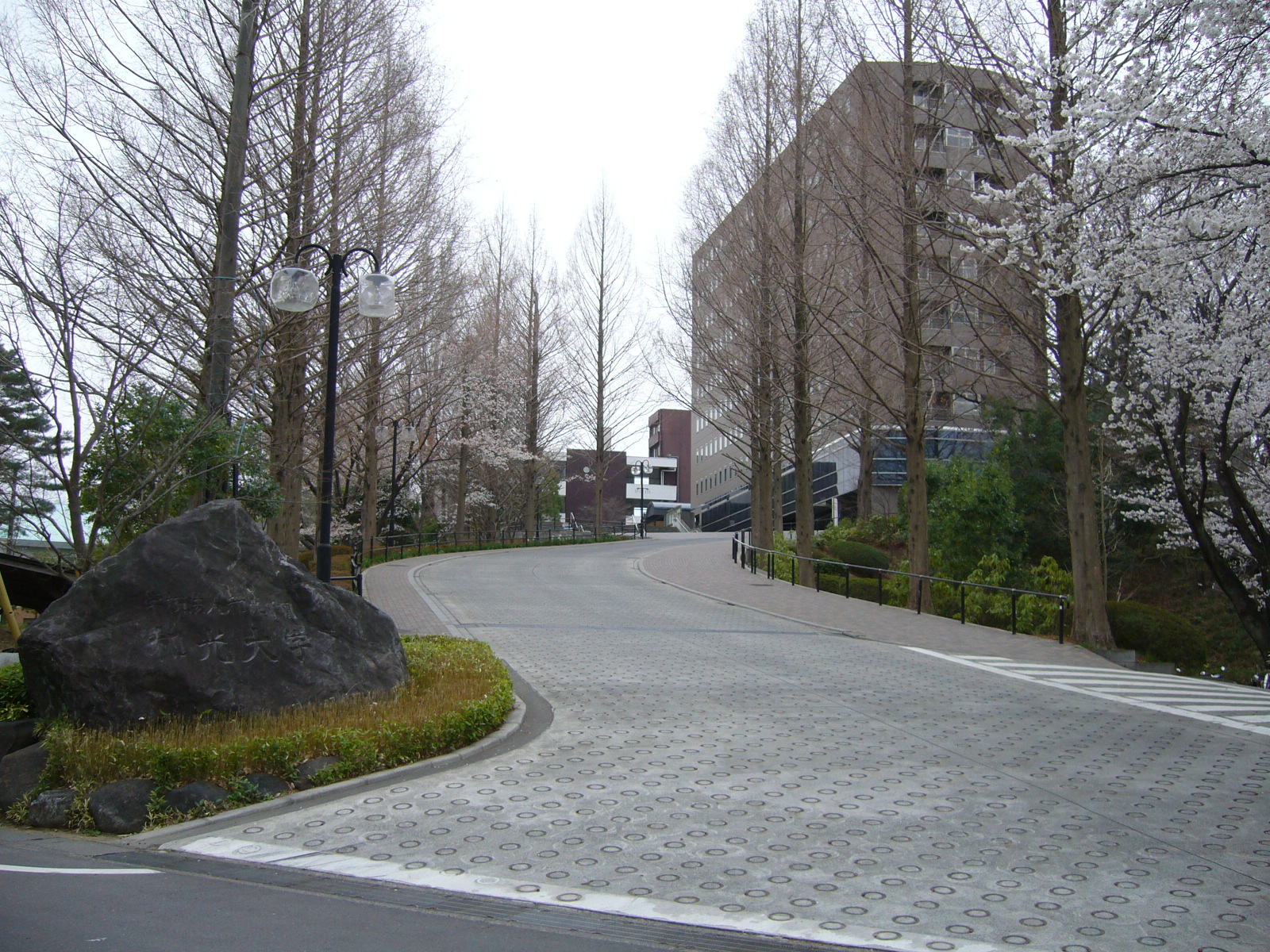
町田大学キャンパス

### 和光幼稚園・和光小学校
- 世田谷キャンパス（世田谷区桜2-18-18）
  - 和光幼稚園
  - 和光小学校

### 和光鶴川幼稚園・和光鶴川小学校/和光中学校・和光高等学校
- 真光寺キャンパス（町田市真光寺町1271 北緯35度35分51.1秒 東経139度27分26.2秒 / 北緯35.597528度 東経139.457278度）
  - 和光鶴川幼稚園
  - 和光鶴川小学校
- 真光寺キャンパス（町田市真光寺町1291（和光鶴川小学校とは道路を挟み隣接している）北緯35度35分51秒 東経139度27分30.6秒 / 北緯35.59750度 東経139.458500度）
  - 和光中学校
  - 和光高等学校

### 和光大学
- 町田大学キャンパス（町田市金井ヶ丘五丁目1-1（敷地の半分以上は神奈川県川崎市麻生区岡上）北緯35度34分29.2秒 東経139度28分23.8秒 / 北緯35.574778度 東経139.473278度）
  - 和光大学
  - 和光大学大学院

## アクセス
和光大学・和光大学大学院
- 小田急線鶴川駅から徒歩15分、もしくは送迎バス（乗車の際には学内で購入できる整理券が必要）。

和光鶴川幼稚園・和光鶴川小学校・和光中学校・和光高等学校（最寄り駅は鶴川駅）
| 乗車停留所       | 系統       | 下車停留所   | 運行事業者      |
| ---------------- | ---------- | ------------ | --------------- |
| 若葉台駅         | 鶴21・鶴23 | 「和光学園」 | ■神奈中         |
| 町田バスセンター | 町36       | 「岩子山」   | ■神奈中         |
| 多摩センター駅   | 多04・鶴32 | 「岩子山」   | ■神奈中         |
| 聖蹟桜ヶ丘駅     | 桜24       | 「岩子山」   | ■神奈中         |
| 鶴川駅           | 鶴11・鶴13 | 「鶴川団地」 | ■神奈中 ■小田急 |

和光幼稚園・和光小学校
- 小田急線経堂駅から徒歩12分。

## 沿革
- 1929年 成城事件の元となる小原國芳による学校法人玉川学園創立。
- 1933年 成城事件を機に成城学園を離れた教師、父母らによって和光学園創立。
- 1934年 和光学園小学校（現、和光小学校）開校。
- 1946年 和光学園高等女学校開校（中学校開校とともに閉鎖）。
- 1947年 和光中学校開校。
- 1950年 和光高等学校が開校し東京教育大学の梅根悟教授らが主宰したコアカリキュラム連盟（現、日本生活教育連盟）の実験校となる。
- 1956年 和光幼稚園開園（戦前も幼稚園を開園していた）。
- 1966年 和光大学開学（初代学長梅根悟）。
- 1968年 高校を大学キャンパスに移転して私服校とし、丸木政臣が和光学園校長となる。
- 1969年 鶴川団地内に和光鶴川幼稚園開園。和光学園はこの頃、幼稚園教員養成機関として短期大学の設立を目指していたが諸事情により断念。
- 1977年 中学校・高等学校を町田市真光寺町に移転。
- 1990年 和光鶴川幼稚園を真光寺キャンパス内に移転。
- 1991年 丸木政臣校長が辞任し、校長は幼稚園・小学校と中学校・高等学校に分かれて置かれることになり、丸木は園長（枠は変わらないが実務は校長）になる。
- 1992年 和光鶴川小学校開校。
- 2003年 和光大学大学院開学。

和光学園の他、玉川学園と明星学園が、成城学園より独立した私立学校である。教育学者の中野光は、これら3つの学園を「3きょうだい」と呼んだ。

## 関連人物
和光学園は総合学園としては小規模ながら、特に文化・芸能に関して多く著名人を輩出した。芸能人、文化人の子弟の在籍も多い。

### 出身者
幼稚園・小学校・中学校・高等学校・大学・大学院のいずれか（または複数）の卒業生を挙げている。
- ミッキー・カーチス（歌手・俳優）[要出典]
- 今井通子（登山家・作家・医師）[要出典]
- 三枝成彰（作曲家）[3]
- 佐々木愛（女優）[要出典]
- 田辺靖雄（歌手）[要出典]
- KEEPON（シンガーソングライター）
- 松岡きっこ（女優・俳優谷隼人の妻）[要出典]
- 早川義夫（元ジャックスリーダー、フォークシンガー）[要出典]
- 水橋春夫（元ジャックスギタリスト）[要出典]
- 小野進也（俳優）[要出典]
- 木田高介（元ジャックス、元休みの国、高石ともやとザ・ナターシャーセブン、1980年没）[要出典]
- 高橋照幸（休みの国リーダー）[要出典]
- 町田忍（自称「庶民文化研究家」、エッセイスト）[要出典]
- 根岸吉太郎（映画監督）[要出典]
- 舟越桂（彫刻家・舟越保武の次男で、舟越家の子息6人すべて和光に在学した）[要出典]
- 三ツ木清隆（歌手・俳優）[要出典]
- 井上鑑（キーボード奏者、作詞家、作曲家、編曲家、音楽プロデューサー）[要出典]
- 古川享（初代日本マイクロソフト株式会社社長・慶應義塾大学教授）大学中退。[要出典]
- 栗野宏文（ユナイテッドアローズ常務取締役、チーフ・クリエイティヴオフィサー）[要出典]
- 岡田惠和（脚本家）[要出典]
- 鶴田法男（映画監督・脚本家）[要出典]
- 宮川彬良（作曲家・舞台音楽家）[要出典]
- 島朗（棋士）[要出典]
- 切通理作（文芸評論家。和光高等学校卒業後に和光大学へ進学。卒業後、和光大学で非常勤講師も務める。）[要出典]
- 丸田祥三（写真家）棋士丸田祐三の子息であり、切通理作とは同期で共著がある。[要出典]
- 岩代太郎（作曲家、和光小学校・和光中学校卒業）[要出典]
- さねよしいさ子（シンガーソングライター）[要出典]
- 井丸ゆかり（俳優・グラビアアイドル）[4]
- 田邊伸明（日本サッカー協会認定選手エージェント・歌手田辺靖雄の甥）[要出典]
- 金剛地武志（ミュージシャン・俳優）[要出典]
- 小沢健二（ミュージシャン）
- 大鶴義丹（俳優）[要出典]
- きだしゅんすけ（作曲家）[要出典]
- 小山田圭吾（ミュージシャン）
- スケートシング（グラフィックデザイナー）[要出典]
- LITTLE CREATURES（ミュージシャン）[要出典]
- 大塚直哉（東京藝術大学音楽学部教授・器楽科古楽（チェンバロ））[5]
- 堤未果（ジャーナリスト・エッセイスト・参議院議員川田龍平の妻）[要出典]
- 堤大介（ピクサー・アートディレクター・堤未果の弟）[要出典]
- 尾藤桃子（歌手）[要出典]
- 佐藤琢磨（レーシングドライバー）[6]
- 長嶋智彦（お笑いコンビダーリンハニー）
- 吉川正洋（お笑いコンビダーリンハニー）
- 栗原心平（料理研究家・事業家）[要出典]
- 三遊亭司（落語家）[要出典]
- 板倉令奈（元バスケットボール選手）[要出典]
- ハンサード友夢マイケル（バスケットボール選手）
- 浜野謙太（ミュージシャン、作曲家、俳優）[要出典]
- 河野由佳（女優・タレント）[要出典]
- 酒井景都（モデル・デザイナー）[要出典]
- eri（デザイナー）[要出典]
- 東野翠れん（モデル・カメラマン）[要出典]
- 木村光佑（メジャーリーグサッカー初の日本人選手）[要出典]
- 幸田もも子（漫画家）[要出典]
- 魚住優（NHKアナウンサー）[要出典]
- 鈴木工務店（放送作家）[要出典]
- THE BAWDIES（ミュージシャン）[要出典]
- Taigen Kawabe（Bo Ningenベース・ボーカル）[要出典]
- 和田泰右（俳優）[要出典]
- 柄本佑（俳優）[要出典]
- 大原桃子（声優）[要出典]
- 丸本凛（俳優）
- 渡辺裕太（俳優・父の徹が学園理事）[要出典]
- 柄本時生（俳優）[要出典]
- 小林竜樹（俳優）[要出典]
- 福田朱子（歌手・SDN482期生）[要出典]
- OKAMOTO'S（ミュージシャン）[要出典]
- 大和田健介（俳優）[要出典]
- RINA（SCANDAL ドラマー）[要出典]
- 吉田匡（相対性理論ベーシスト・OKAMOTO'Sの初代ベーシスト（オカモトマサル））[要出典]
- 丸山英紀（LIPHLICH ドラマー）[要出典]
- 清原惟（映画監督・映像作家）
- チャラン・ポ・ランタン（ミュージシャン）（小春とももの姉妹とも）[7]
- 入夏（モデル）[要出典]
- 菅井円加（バレエダンサー）[要出典]
- 大原櫻子（女優・歌手）[要出典]
- 土屋太鳳（女優）[要出典]
- 高倉麻子（元サッカー選手、サッカー指導者）[要出典]
- 鈴木健人（俳優）[要出典]
- 竹澤汀（シンガーソングライター）[要出典]
- 石崎ひゅーい（シンガーソングライター）[要出典]
- 上野鈴華（女優）[要出典]
- 横山歩夢（プロサッカー選手）
- 山野達也（元フットサル選手、ASVペスカドーラ町田）
- 櫻井海音（俳優・ドラマー）
- 角田裕毅（レーシングドライバー）

### 在籍したことのある人物
- 寺尾聰（俳優）
- 緒形直人（俳優）
- 久保建英（プロサッカー選手）

### ゆかりのある人物
- 池辺晋一郎（作曲家・現、和光小学校の校歌・和光鶴川小学校の校歌を作曲）
- 北村西望（彫刻家・校章を作成）
- 三木睦子（元内閣総理大臣三木武夫の妻）和光学園の理事をしていたことがある。
- 渡辺徹（俳優）和光学園理事を務めた。
- 古関彰一（憲法学者）2015年10月～2022年2月末まで和光学園理事長を務める。
- 小森陽一（国文学者）2022年3月より和光学園理事長に就任。

## その他
埼玉県蕨市に「学校法人 和光幼稚園」が存在するが、和光学園とは関連がない。